# Dasychira audeoudi
Dasychira audeoudi är en fjärilsart som beskrevs av Collenette 1939. Dasychira audeoudi ingår i släktet Dasychira och familjen tofsspinnare. Inga underarter finns listade i Catalogue of Life.